# Улога нагона у обликовању понашања ЛГБТ особа
Нагон у хомосексуалаца, хомосексуални нагон је инстиктивно аутоматско понашање које се темељи на наслеђеним механизмима и аналогно је нагону код хетеросексуалаца, уз одређене специфичне разлике. „Са сексуално психолошке тачке гледишта сва друштва, кроз историју се условно могу сврстати у континуму од „нагонских“ (првобитна заједница) на једном до „церебралних“ (високо развијена заједница) на другом полу. Између су прелази у којима су заступљена, у већој или мањој мери, оба квалитета.“. Психоанализа је прва почела да користи овај термин, означивши њиме количину и снагу енергије којом располаже свака хомосексуална особа, чиме се осигурава одржавање ЛГБТ јединке у оквиру врсте. Суштина нагона у хомосексуалаца је да он потиче из „извора” унутрашњости организма, што делује као константна „сила“ те не може бити савладан активностима избегавања и негирања, што код ЛГБТ особа, у случају незадовољавања истополног нагона, може бити узрок општих или специфичних менталних поремећаја.

## Основне поставке
Нагон
Нагон је урођена жеља за одређеним обликом понашања чији је циљ задовољавање неке од основних виталних потреба организма. То је генетички програмиран импулс, који усмерава пажњу организма на одређену врсту дражи. Зато нагон представља тежњу појединца да делује и понаша се на начин који га усмерава ка одређеном циљу. Та стална тежња ка одређеним циљевима; може бити активна или присутна од самог рођења, или накнадна која се може активирати у каснијем животу (што је чешће заступљено код ЛГБТ адолесцената).
Собзиром на то да нагони - „нагоне“, покрећу, терају, подстичу биолошко биће, па и човека на одређено понашање, они спадају у конативне психичке функције, као и емоција и воља. Нагон је предстадијум воље, а инстинкт предстадиум интелигенције. Физиолошки нагони су део биолошког наслеђа, и зато су урођени и универзални. Биолошки смисао нагона није дат примарно нашој свести, дата је само жеља, потреба за објектом, па је такве жеље за објектом човек примарно свестан. Човек не ступа у сексуални однос да би добио пород и осигурао потомство, већ да задовољи полни нагон.
Иако се једним делом учи, нагонско понашање је већим делом-урођено или наслеђено од својих предака, кроз генетички код уписан у 46 хромозома у свакој ћелији организма. Тренутак активације биолошког кода је такође наследна. Једном активиране нагонске потребе изазивају и одређено понашање неке особе па и његово сексуално.
Мотиви
Међутим ако покушамо да схватимо да су сви мотиви пореклом из урођених физиолошких нагонских механизама, не би се могло схватити и разумети целокупно и сложено људско понашање које нема много јасних веза само са урођеним физиолошким механизмима, јер је човеков као индивидуа у непрекидном односу са уским нераздвојивим везама и утицајима друштва.
Чак и ако прихватимо став да је сексуалност заснована на билошким нагонима, морамо имати на уму да су они веома пластични. Биолошка конституција нагони људе да траже сексуално задовољење и храну, али им
„биолошка конституција не каже где треба да траже сексуално задовољење, нити шта треба да једу“ Другим речима, постоји велика разноврсност у сексуалном понашању у разним друштвима, разноврсност коју нагонски модел не може да објасни. „Зато су социолози прионули на задатак да посматрају како припадност групи пре свега породици и верским установама обликује сексуално понашање,“
Крајњи резултат понашања једне зреле ЛГБТ особе, у ствари је одраз понашања њене личности која је физиолошким механизмима активисана, али која своје физиолошки мотивисано понашање усмерава све више ка друштвено прихватљивим одредбама, настојећи истовремено да усклади и своје физиолошке потребе са нормама и обичајима ЛГБТ заједнице са којом се ЛГБТ особа идентификује.
Хомосексуални нагони ЛГБТ особа обухватају потребе које су, било за појединца било за његову ЛГБТ заједницу, од посебног значаја, потребе чије се задовољење може спроводити на начин независтан од искуства појединца. Ово задовољење повлачи за собом осећање пријатности, смирености, олакшања, све до осећања блаженства, насупрот томе незадовољење ствара осећање узбуђења, непријатности све до осећања неспокојства и страха од хомофобије.
Сексуална оријентација
Сексуална оријентација има јак утицај на појаву конфузије током сексуалног развоја и зато је од изузетног значаја за ментални развој ЛГБ особа. Како се у основи, сексуална оријентација заснива на нагонима она није синоним за сексуалне активности, што потврђује и већина научника која се слаже да сексуална оријентација није предмет личног избора. Зато већина особа, без обзира на сопствену сексуалну оријентацију има полни идентитет у складу са својим биолошким идентитетом, па хомосексуални идентитет неће остварити све особе које су искусиле хомосексуалну привлачност.

Након бројних истраживања утврђени су поуздани докази; да се преференција према истом полу обично показује већ на почетку пете године живота, а кристализује до пубертета. Једно од истраживања приказано у табели испод, спроведено у Србији поткрепљује ову тврдњу: 
| Године каминг аут-a     | Учесталост | Проценат |
| ----------------------- | ---------- | -------- |
| Мање од 14              | 3          | 33       |
| Адолесценти (14—18)     | 25         | 27,2     |
| Постадолесценти (19—24) | 48         | 52,2     |
| Млади одрасли (25—30)   | 10         | 10,9     |
| Одрасли (више од 30)    | 2          | 2,2      |
| Није се изјаснило       | 4          | 4,3      |
| Укупно                  | 92         | 100      |

- Многи адолесценти као и одрасле особе могу да се идентификују као лезбијка, геј, бисексуалац, трансродна особа са било какавим сексуалним искуством са особама истог пола или без њега.
- Други млади људи су имали сексуалне искуства са особом истог пола, али се не сматрају да су лезбијка, геј, бисексуална или трансродна особа. Ово се посебно односи на периоде током адолесценције, јер експериментисање и откривање сопствене сексуалности је нормално и уобичајено током овог развојног периода. Такве особе су, у једном периоду свог живота, углавном хомосексуалне по акцији, а хетеросексуалне по нагону.
- Лезбијке, гејеви, бисексуалне адолесцентне особе прати развој нагона који је нешто другачије од оних код хетеросексуалних адолесцената, јер ЛГБ мора да се „прикрива“ како би се изборила са предрасудама, дискриминацијом и насиљем у друштву, а у неким случајевима, и у својој породици, школи, на радном месту. Таква маргинализација негативно утиче на ментално здравље и образовање ЛГБ особа, са таквим искуством[10][11].

Истраживања о факторима који утичу на сексуалну оријентацију нису могла доћи до једног јединственог фактора или узрока, те се најчешће истиче да на сексуалну оријентацију утиче комбинација; сексуалности засноване на билошким нагонима (у чијој основи су генетички и хормонални фактори) и фактора средине (пре свега породице, друштвених и верских заједница).

## Подела нагона
Све нагоне можемо поделити на; примарне (виталне, биолошке физиолошке) и секундарне (социјалне, изведене)

### Примарни нагони
То су витални, биолошки нагони у које спадају оне потребе које ЛГБТ особе морају задовољити у одређеном времену, јер су дуга одлагања неспојива са одржањем индивидуално/колективног живота. Ове потребе имају виталан значај за сваку јединку без обзира на његову сексуалну оријентацију. У свакодневном животу познајемо два врсте ових нагона; нагон самоодржања и нагон живљења

#### Нагон самоодржања
Обухвата све подстицаје, који доприносе опстанку живог бића, и деле се у два нагона; нагон живљења и нагон исхране

##### Нагон живљења
Овај нагон обухвата све облике понашања који хомосексуалцима омогућава да се као јединка заштите од уништења или повређивања. Овај облик нагона може код њих произвести агресивност као део нормалног облика понашања под условом да је добро контролисан и прилагођен социјалним оквирима у којима ЛГБТ живе. Малигни облик овог нагона је агресија која може израсти и у садизам, некрофилију, и све облике крволочних убистава, по чему се хомосексуалци не разликују од хетеросексуалаца али никако као облик малигне сексуалне агресије према истополним особама, како га понекад желе представити поједини хомофобичари . Овај нагон према досадашњим етиолошким истраживањима није директно условљен сексуалном оријентацијом неког појединца, већ његовом структуром личности, али је његов начин доживљаја и испољавање повезано са саксуалном оријентацијом као обликом понашања.
Нагон самоодржања и адаптације на животне околности код истополних особа манифестује се у два основна облика понашања у нагонском животу - као бекство и напад, који су позитивни бенигни (нормални) и најчешће наметнути бројним друштвеним, социјалним и другим фрустрирајућим факторима, за разлику од негативних малигних (ненормалних, рушилачких), који се могу јавити код истополних особа али само као знак присуства неке болести (што понекад злоупотребљавју хомофобичари у својим аргументима).

##### Нагон исхране
Како овај нагон подразумева тражење и сакупљање и уношење хране, он нема етиолошки значај у изучавању хомосексуалности.

#### Нагон одржања врсте
Живот врсте и њен опстанак гаси се без репродукције, зато је постојање овог нагона изузетно важно. Овај нагон чине два друга нагона; сексуални и родитељски нагон.

##### Сексуални нагон
Овај нагон подразумева низ подоблика понашања као што су;
Тражење партнера→Удварање→Освајање→Борба са супарницима→Љубавна игра/предигра→Сексуални чин
Овај нагон је према досадашњим истраживањима подједнак и у истоветним облицима присутан код особа свих сексуалних оријентација, али се манифестације сексуалног понашања значајно могу разликовати у зависности од сексуалне оријентације јединке.
Код сексуалног нагона значајну улогу имају неуропептиди. Неуронска кола која контролишу стварање полних хормона и налазе се у задњим деловима хипоталамуса, најближим горњем делу можданог стабла. Ако се тај део хипоталамуса разори гаси се сексуално интересовање и евентуално испољавање сексуалног понашања. Неуропептиди хипофизе одређују раст гениталних органа, а заједно са хипоталамусом ниво сексуалних хормона. Сваки од тих хормона одређује и психичка својства и сексуалне нагоне. Уопште када се говори о сексуалном нагону, може се констатовати да пратећи еволуциону лествицу, значај хормона опада, пошто се физички особа развила. Зато се сматра да учесталост и јачина сексуалног интересовања зависи од учења, искуства, условљавања током живота, него непосредно хормонима.
Облици задовољавања полног нагона у хомосексуалним односима су у начелу једнаки онима у хетеросексуалним односима.
| „ | Према Кинсијевом узорку у хомосексуалних особа сексуални чин се сразмерно мање завршава сношајем, а само код 37% мушкараца и 13% жена сношај је завршио барем једним доживљавањем оргазма. | ” |

Истраживања су утврдила да фактори који утичу на сексуалне односе, задовољство, посвећеност и стабилност везе и друге облике сексуалног нагона и слични за истополне парове у ванбрачној заједници као и за хетеросексуалне брачне парове.
Сексуални нагон је у емоционалној сфери људске личности аналоган хетеросексуалном и зато се према истраживањима хомосексуалне везе могу оснивати на осећајној повезаности партнера на љубавној основи различитог интензитета међу њима. Хомосексуалне везе су понекад дуготрајне, а понекад и са брачним садржајем. И поред социјалних непријатељстава према истополним односима, истраживања показују да многе лезбијке и геј мушкарци имају трајне односе. На пример, подаци из истраживања показују да између 18% и 28% геј парова и између 8% и 21% лезбијских парова живи заједно 10 или више година. Стабилност истополних веза могла би да буде и већа уколико би партнери из истополних парова уживали исти ниво подршке и признања родитеља и друштва за своје односе као хетеросексуални парови.
| Ако је хомосексуално усмерена особа прихватила природу свог сексуалног нагона онда се она не сматра болесном, она не тражи помоћ лекара и одбија сваки покушај насилног лечења. Тамо где је хомосексуална склоност претежно израз природне диспозииције нагона, на такве нагоне се не може утицати. Човек не може себи наредити, нити му било ко може наметнути, ко ће му се свидети, кога ће волети, према коме ће имати сексуални нагон... Он се не пита, он осећа и припада! Зато је сваки покушај „лечења“ једнако апсурдан као и покушај промене сексуалних нагона у особа хетеросексуалне оријентације. |

##### Родитељски нагон
Родитељски нагон следи сексуални нагон. За разлику од сексуалног нагона који се истовремено испољава објективним и субјективним манифестацијама и за разлику од еротичности која је одраз у његовом објективном понашању, гениталност је ређе и слабије пропраћена адекватним афективним садржајима у свести човека. Такав садржај чинила би природна мотивација потстакнута жељом за потомством.
Познато је да људи често рађају децу без праве жеље да је имају или без здравих емоција у основи такве жеље. Човек у себи не носи урођени нагон за родитељством. Здрава жеља за дететом је израз емоционалне потребе која има у људској психи два основна извора; један је од њих је известан степен опште емоционалне зрелости појединаца, а други је његово задовољство сексуалним партнером и љубав према њему, а не на основу хетеросексуалности или хомосексуалности. Према томе субјективни осећај своје гениталности и нагон за потомство човек стиче у току живота, али уз одређене услове, а не на основу генских или других биолошких предиспозиција.

###### Жеља за потомством
На овај нагон хомосексуалаца према досадашњим истраживањима могу донекле утицати сексуалне оријентације појединаца, али и стигматитизација друштва бројни сукоби и негативни ставови цркве. Према подацима из 2000. у САД, је 33% женских истополних парова 22% мушких истополних парова пријавило да најмање једно дете млађе од 18 година живи са њима у кући.. Мада су поједине студије (додуше недовољно бројне, а понекад и непоуздане) показале да истополне особе могу имати понекад и јачи нагон за преузимање бриге око потомства, од неких хетеросексуалних особа захтевају много стручнија и квалитетнија истраживања. У противном родитељски нагон ће бити један од главних аргумената у рукама противника истополних бракова.

###### Преузимање бриге за потомство
Досадашња научна истраживања која су за предмет имала децу која су одрастала у истополним заједницама, нису показала да постоји било каква значајнија разлика у друштвеној прилагођености и менталном развоју те деце у односу на децу која одрастају у традиционалним породицама што иде у прилог теорији да сексуална оријентација не утиче на родитељски нагон у ментално здравих истополних особа.
Због недовољних истраживања нема поузданих доказа, да разнополни парови имају правилније изграђене родитељске нагоне и да су зато успешнији од истополних... и да живот у „неморалној“ атмосфери мора бити лош по дете.

### Секундарни нагони
Секундарни нагони, који се зову и социјални или изведени нагони (или мотиви) могу бити мотиви аутоактуализације и аутоафирмације. Под идентичним социјалним условима, свака особа жели да се оствари у изабраној професији, да буде креативна. Исто тако очекује за тај успех награду, пријатељство као облик прихватања и љубав. Све ово повлачи постизање аутоафирмације, потврђивање своје личности пред другим људима и постизање одређеног престижа.
Тако и већина здравих младих ЛГБТ особа потпуно једнако као и хетеросексуалне особе, има изражену нагонску жељу да буду прихваћени и дају свој допринос изградњи сопствене породице, односа са својим вршњацима, у школи, радним оргизацијама и другим друштвеним и верским институцијама. Међутим, за разлику од хетеросексуалаца, ЛГБ особе морају да се изборе са предрасудама, дискриминацијом и насиљем у друштву што мења модалитета њихових секундарних нагона.
Једна од последица изолованости и недостатка подршке настају поремећаји у развоју секундарних нагона ЛГБТ особа што се може манифестовати; већом стопом емоционалних потешкоћа, покушајима самоубиства, ризичног сексуалног понашања и искоришћавања. Легитимни страх од малтретирања или повређивања, може да умањи спремност ЛГБТ особа да затраже помоћ, и ствара енормну забринутост, и немомогућност откривања њихове сексуалне оријентације другим особама, како би се сачували какву такву одрживост секундарних (социјалних) нагона.
| „ | У екстремним случајевима, ЛГБТ адолесцент (ђак у школи) који је створио неуспех у учењу због енормне забринутости, и немогућност откривања сопствене сексуалне оријентације другим особама, или свом окружењу у коме живи и ствара, може да разматра, због неуспеха у школовању, могућност самоубиства као излаз из неподношљивих околности у којима се нашла, опредељујући се за избор антиципованих полова конструкта; бесконачна срамота и патња спрам свршетка срамоте и патње. Одлука да се определи за други пол овог конструкта, »свршетак срамоте и патње«, не само да изгледа рационално са становишта ЛГБТ особе, већ представља и избор са много већом личном важношћу за њу од преостале алтернативе »бесконачна срамота и патња«. Оно што измиче перспективи ове особе, а што се лакше може видети из спољашње перспективе, јесте да самоубиство представља само један, али не и једини од многих могућих начина да се прекину патња и срамота због неуспеха у школи изазваног истополним сексуалним нагоном. | ” |

Истраживања су показала да су секундарни нагони хомосексуалаца у школском и другом окружењу са позитивно изграђеним односом према њима потпуно сачувани и идентични са оним код хетеросексуалних особа, а ментални поремећаји, телесне злоупотребе и други ризици значајно мањи.
Посебан проблем код једног броја хомосексуалаца у остварењу секундарних нагона је принцип кохерентности - који представља покушаје појединаца да се помири са сукобљеним идентитетом. Ако било који од нагонских мотива компромитован, а то је веома чест случај код хомосексуалаца због јаке стигматизације, хомофобије и негативних друштвених, верских па и породичних стигми, појединци ће морати да прилагоде свој идентитет. На пример, апсорбује додатне информације у постојећи идентитет, прилагоде се том идентитету, и поново вреднују свој идентитет, али нажолост то свима и неуспева.
Овај принцип у контексту два контрадикторна идентитета код хомосексуалаца најбоље су приказали у својим истраживањима Jaspal R, Cinnirella M на примеру: муслиманске вероисповести и хомосексуалне оријентације. Многи људи могу у својој свести да нађу компромис одреде и очувају свој идентитет, и определе се за муслиманску веру или хомосексуалну перспективу, али не и за обе, без посебног усаглашавања. Ипак, имајући у виду да ислам често има јак утицај и упориште ка верском опредељењу, у појединих муслимана, ово усаглашавање је често тешко и неодрживо.
Из перспективе теорије идентитета Jaspal R, Cinnirella M (2010) су утврдили како хомосексуални муслимани регулишу своје конфликте идентитета и при томе открили три кључне стратегије;
- Прво, након што би појединац дуго размишљао да ли је његова хомосексуалност нешто неморално, он би понекад изрекао, ...да Алаха има, он ме је овако створио или захтевао, то није моја грешка. Бог је одлучио да сам геј, зар не?. Оваква размишљања смањују конфликт између његовог сексуалног и верског идентитета. Приписујући одговорност Алаху, муслиман умањује своју ефикасност, али би требало тиме да повећа самопоуздање, јер не виде себе као грешника. Слично томе, неки појединци се понекад позивају на тумачења Курана од стране људи. Наводећи да је Куран тако схваћен од стране хетеросексуалних људи.
- Друго, неки геј хомосексуалци умањују свој хомосексуални идентитет, и своје понашање сматрајући то нечим пролазним. За њих је хомосексуалност нешто неморално. Међутим, верују да то Сатана искушава муслимане, тако делимично приписујује своје понашање екстерним изворима. Они поштујући Куран, сматрају да преко њега могу да очувају континуитет са својом прошлошћу. Ти појединци се надају да могу да се одупру хомосексуалним искушењима у будућности.
- Треће, неки појединци приписује своју хомосексуалност, барем делимично, својој социјализације у Британији. Један део испитаника је признао да су они рођени геј хомосексуалци, и да сматрају да морају да превазиђу своју хомосексуалност желећи да живе у Британији.

| Хомосексуалци морају у борби за своје нагоне да остваре хармоничан и одржив живот, са нимало гостољубивом средином, и реализују и један од кључних принципа појединца а то је психолошка кохерентност: тј треба да усагласе свој конфликт идентитета. |